# Історичні італійські держави
Італійські держави. Від падіння Західної Римської імперії до об'єднання Італії країна була поділена на багато монархій, республік, міст-держав.

## Держави

### За містами і регіонами
- Анконська республіка (1000 (1198)–1532)

- Венеція
  - 697–1797: Венеційська республіка
  - 1797–1805: Венеційська провінція Австрії

- Генуя
  - ХІ ст. – 1797: Генуезька республіка
  - 1797–1805: Лігурійська республіка
  - 1805–1814: у складі Французької імперії
  - 1814–1815: Генуезька республіка
  - 1815–1848: Генуезьке герцогство
  - від 1848: у складі Сардинського королівства

- Лукка
- 1160–1805: Лукканська республіка

- Неаполь
  - 1282–1799, 1799–1816: Неаполітанське королівство
  - 1647–1648: Неаполітанська республіка
  - 1816–1861: Королівство Обох Сицилій

- Нолійська республіка (1192–1797)

- Піза
  - 1000–1406, 1494–1509: Пізанська республіка

- Рагуза
  - 1358–1808: Рагузька республіка
  - 1809–1814: Іллірійські провінції Французької імперії

- Рим
  - 754–1870: Папська держава

- Сан-Маринська республіка
- Сієнська республіка (1125–1555)

- Сардинія
  - 1700–1720: Сардинське королівство Іспанії
  - 1720–1861: Сардинське королівство

- Сицилія
  - 1130–1816: Сицилійське королівство
  - 1816–1861: Королівство Обох Сицилій

- Феррара
  - 1208–1471: Феррарська сеньйорія[1]
  - 1471–1598: Феррарське герцогство[1]
  - 1598–1796: у складі Папської держави[1]

- Флоренція
  - 1115–1569: Флорентійська республіка
  - 1532–1569: Флорентійське герцогство
  - 1569–1860: Велике герцогство Тосканське

## Історичні карти

Італія в 1000 році
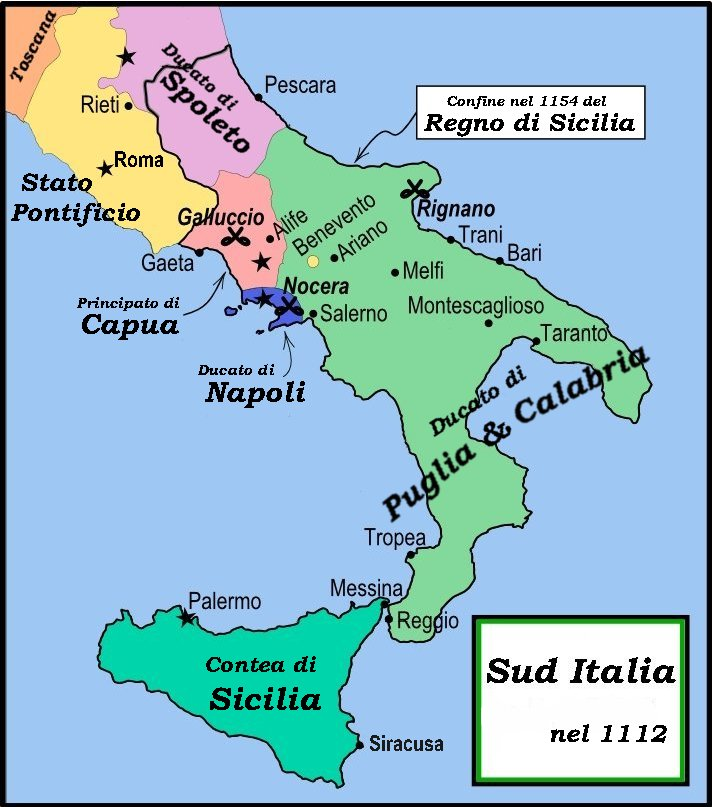
Південна Італія у 1112 році
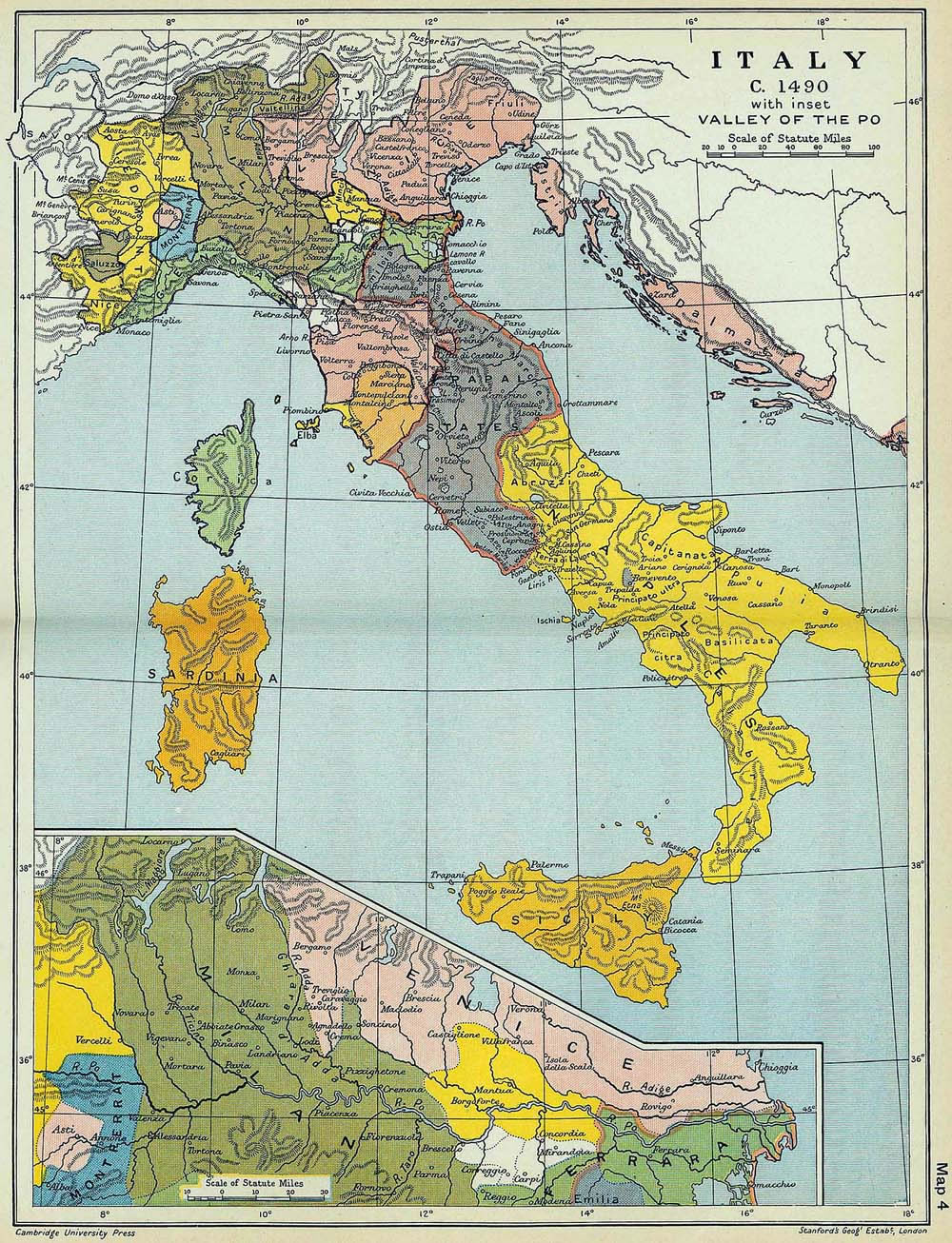
Італія в 1490 році
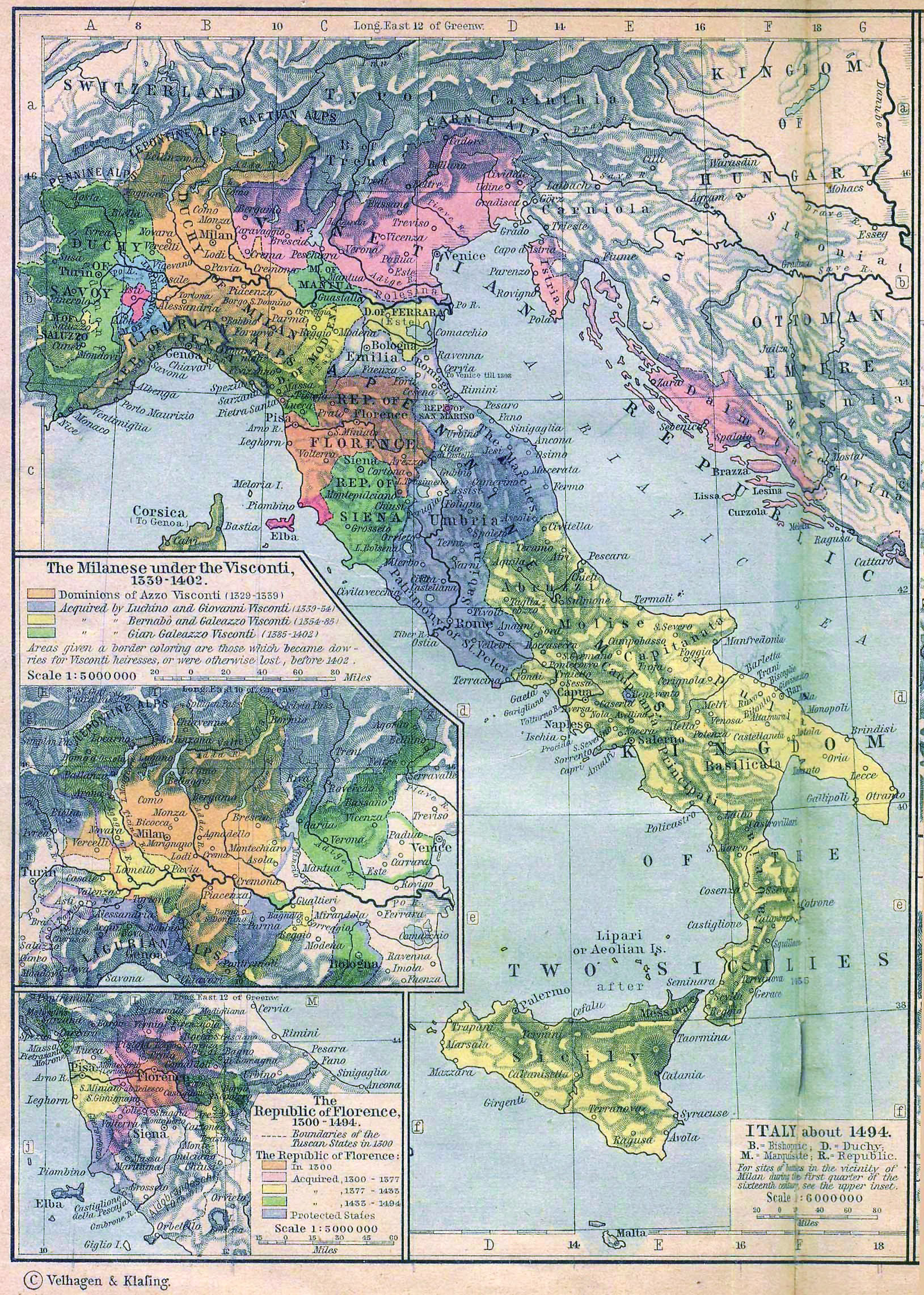
Італія в 1494 році
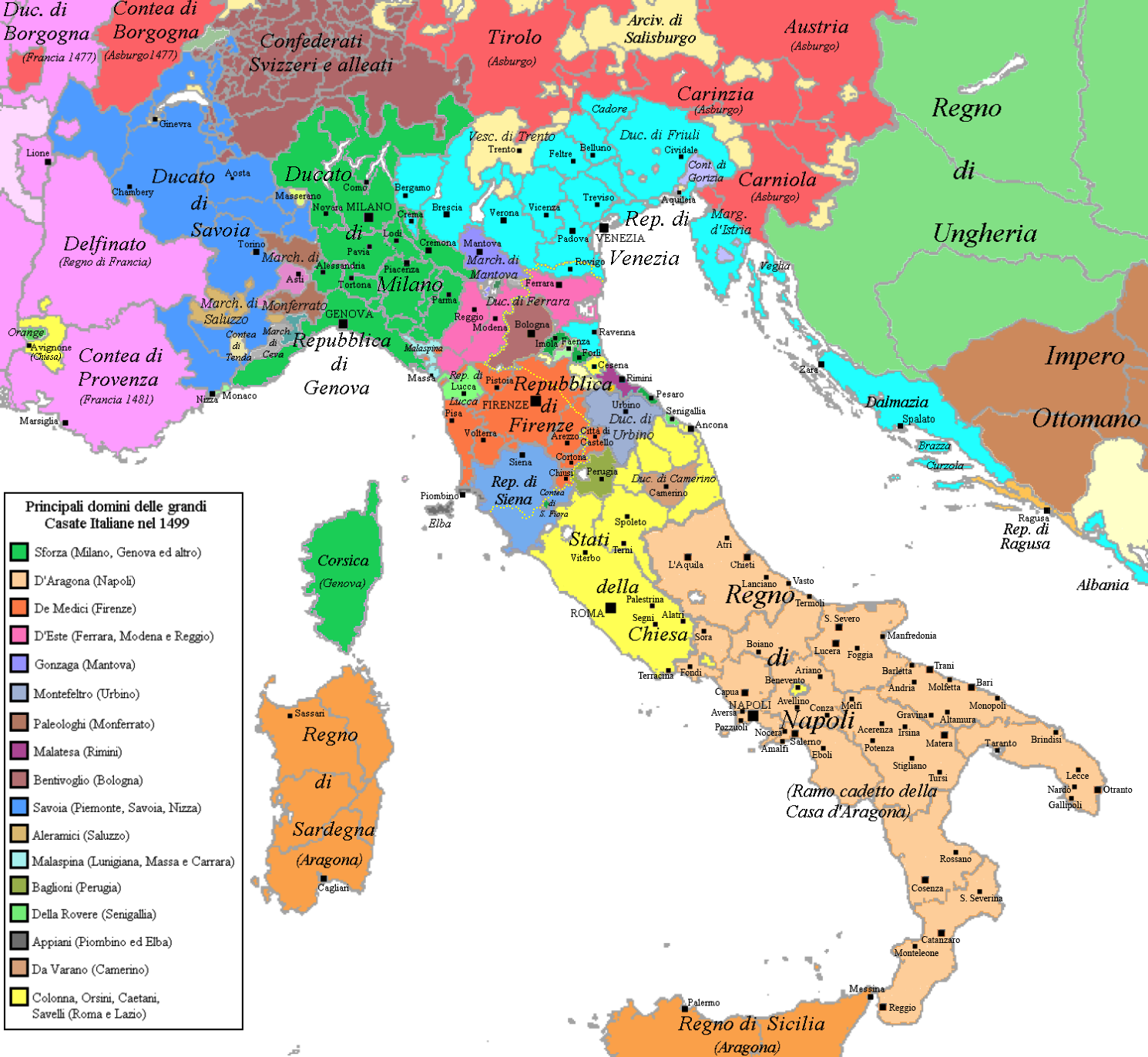
Італія в 1499 році
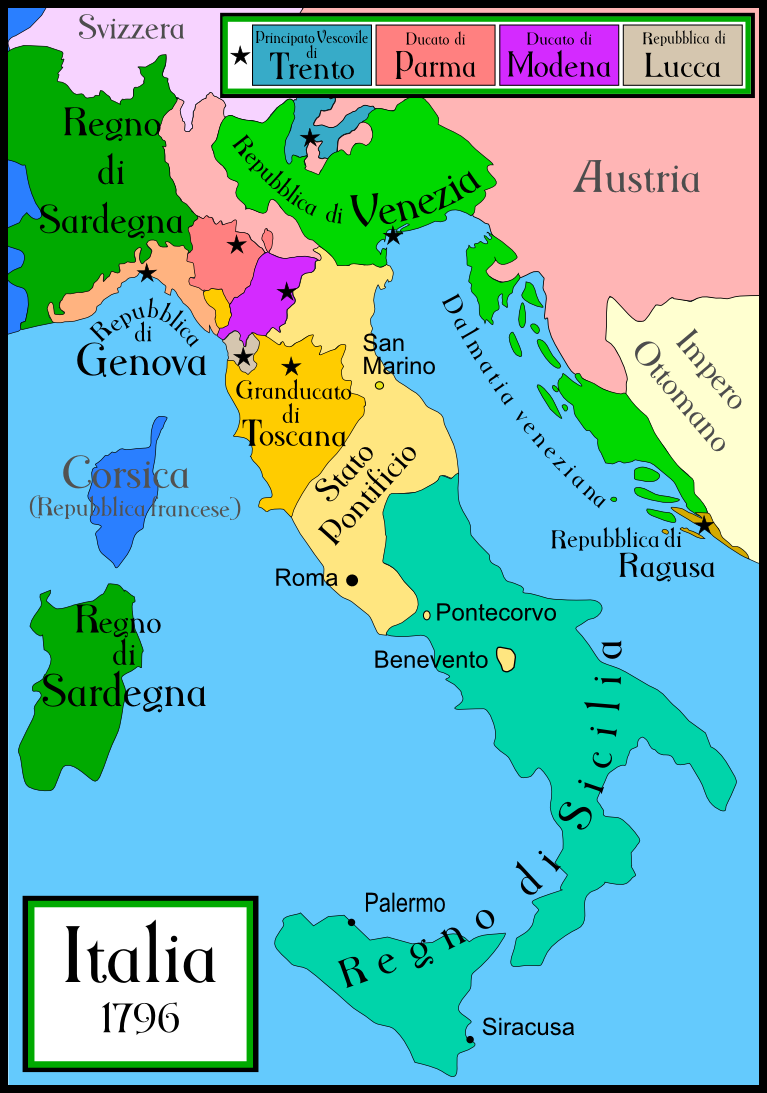
Італія в 1796 році, перед наполеонівським вторгненням
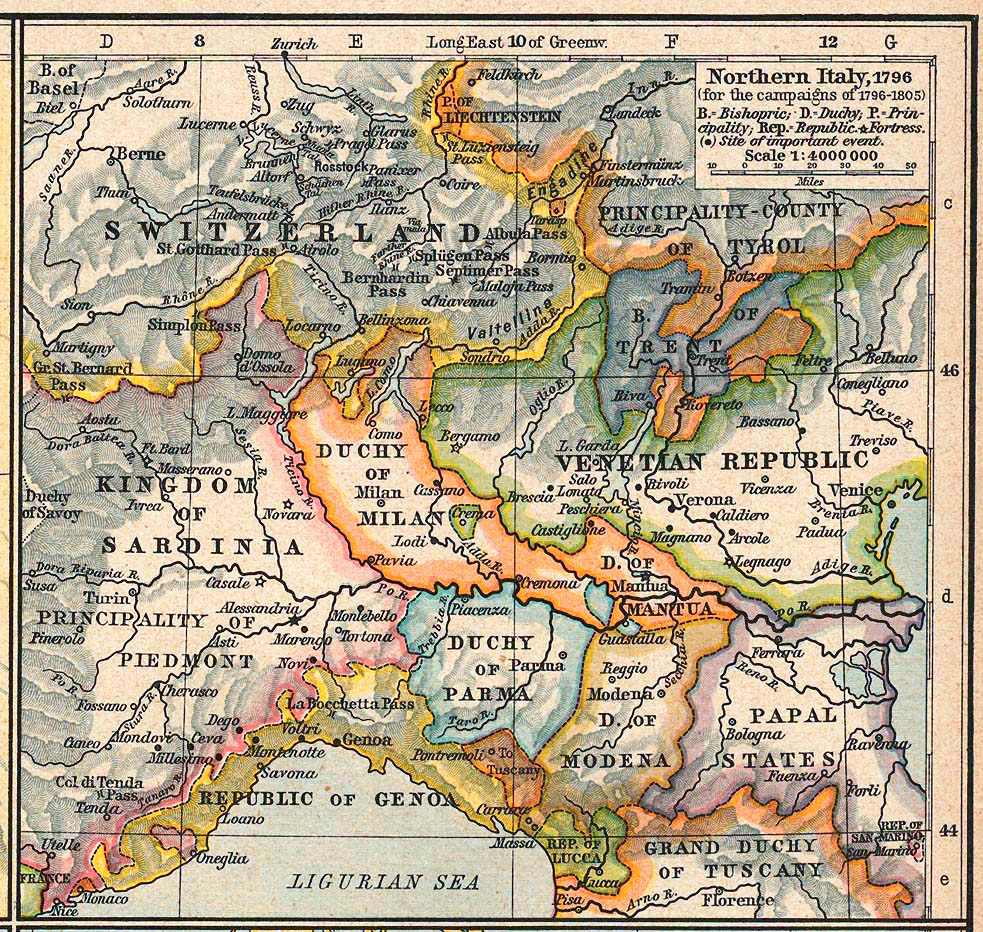
Північна Італія в 1796 році
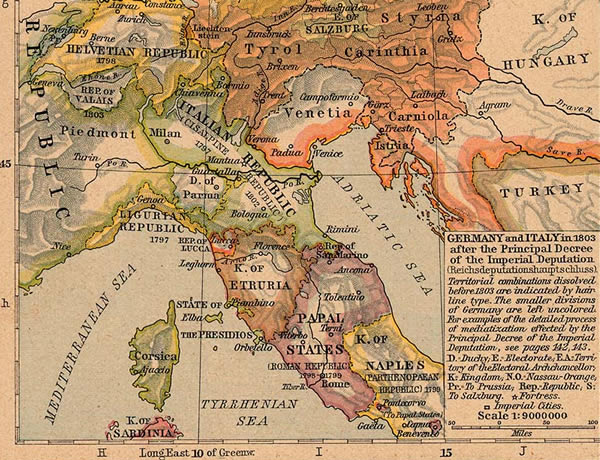
Італія у 1803 році
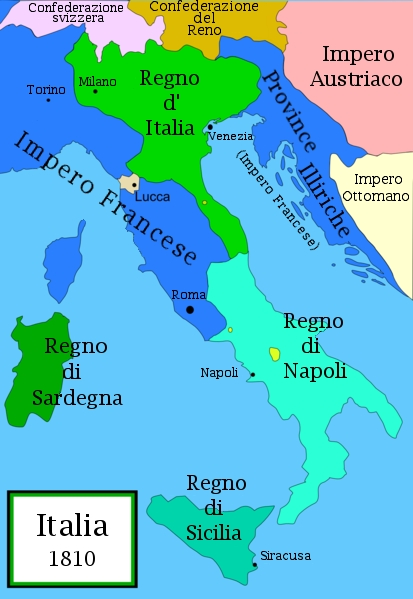
Італія під владою Наполеона (1810)
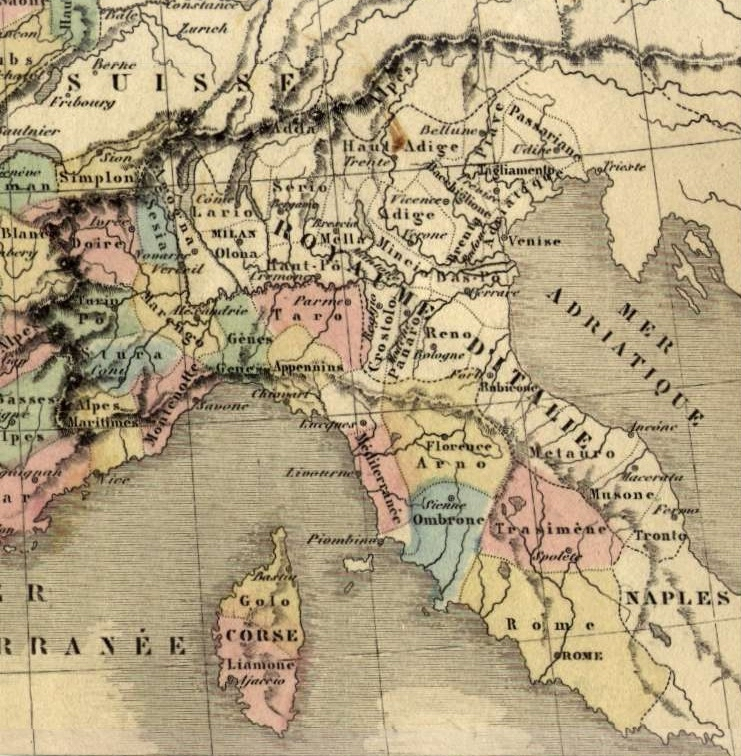
Адміністративний поділ Італії під час наполеонівської окупації
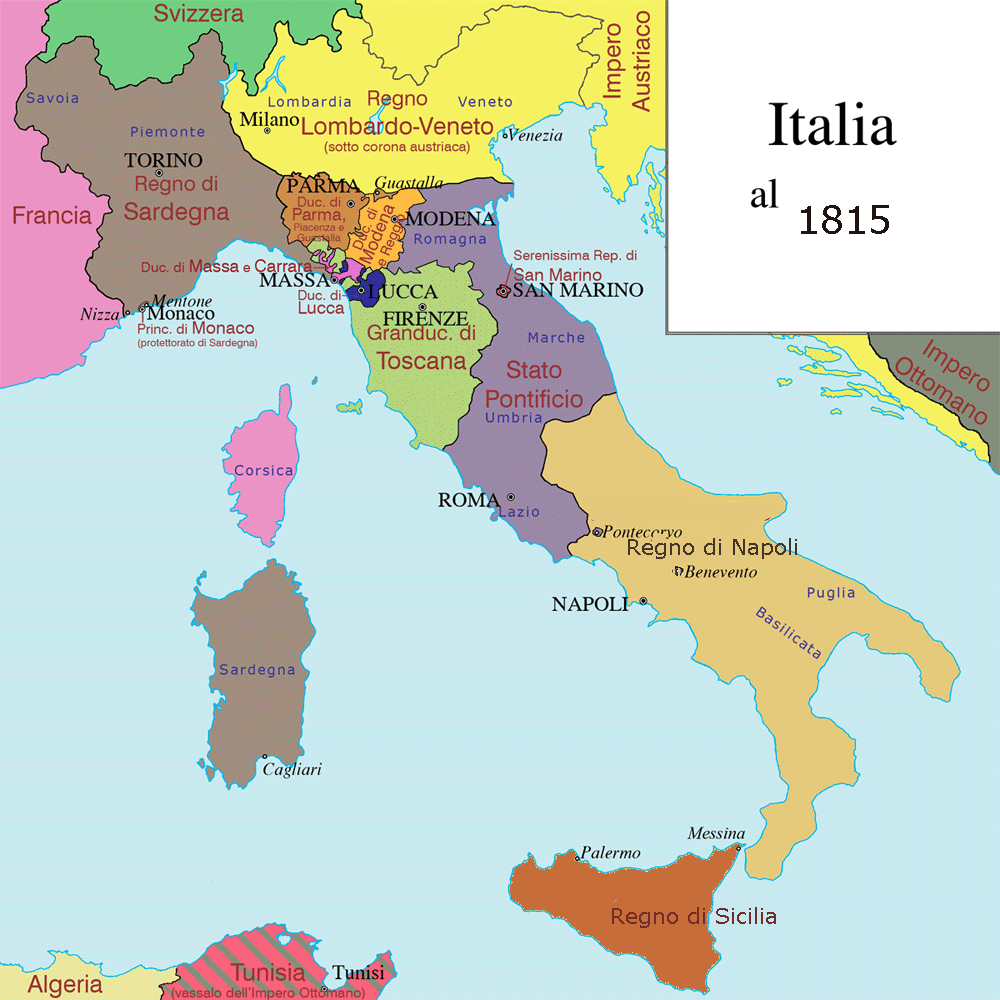
Італія після Віденського конгресу
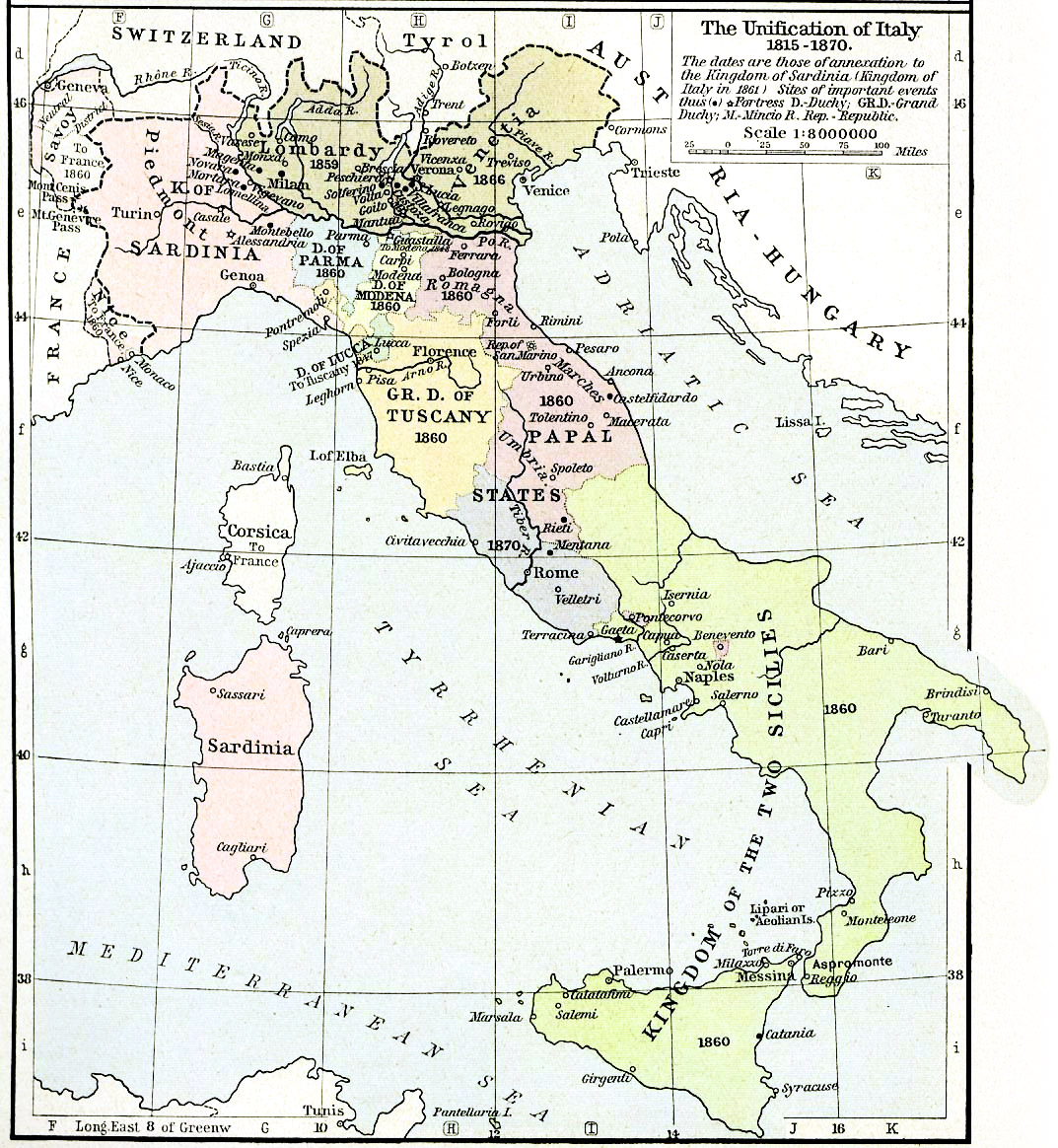
Етапи об'єднання Італії